# Paul Couteau
Paul Couteau, född 31 december 1923 i La Roche-sur-Yon, död 28 augusti 2014 i Nice, var en fransk astronom. 
Couteau arbetade vid Niceobservatoriet och var med i dess upptäckter av tusentals dubbelstjärnor. Han har gjort 135 000 individuella mätningar, skrivit många publikationer och av dubbelsstjärnor har han upptäckt cirka 2 700 stycken. Couteau tilldelades Jules Janssens pris 2007.
Asteroiden 4909 Couteau är uppkallad efter honom.